# Riders of the Rio Grande
Riders of the Rio Grande é um filme norte-americano de 1943, do gênero faroeste, dirigido por Howard Bretherton e estrelado por Bob Steele, Tom Tyler e Jimmie Dodd.

## Produção
Riders of the Rio Grande é o último dos 51 filmes da série de faroestes B com um dos mais queridos trios de heróis do Velho Oeste, The Three Mesquiteers. Conhecido no Brasil como Os Três Mosqueteiros ou Os Três Amigos Valentes, o trio estreou na Republic Pictures em 1936, com The Three Mesquiteers, e teve nove formações diferentes, duas delas com John Wayne.

## Sinopse
Os amigos Tucson, Stony e Lullaby são confundidos com três pistoleiros, contratados pelo banqueiro Pop Owens para matá-lo. Pop decidiu morrer após descobrir que seu estabelecimento foi roubado pelo próprio filho, o desmiolado Tom Owens.

## Elenco
| Ator/Atriz       | Personagem     |
| ---------------- | -------------- |
| Bob Steele       | Tucson Smith   |
| Tom Tyler        | Stony Brooke   |
| Jimmie Dodd      | Lullaby Joslin |
| Lorraine Miller  | Janet Owens    |
| Edward van Sloan | Pop Owens      |
| Rick Vallin      | Tom Owens      |
| Harry Worth      | Sam Skelly     |
| Roy Barcroft     | Sarsaparilla   |
| Charles King     | Thumber        |
| Jack Ingram      | Berger         |